# 洪楩
洪楩（？—？），字子美，一字美蔭，浙江杭州府錢塘縣西溪（今餘杭區五常街道）人，明朝藏書家、刻書家、作家。

## 生平
洪楩以祖父蔭任詹事府主簿。好藏書，又事校刊，均為宋元古籍。

## 著作
編纂並刻印《清平山堂話本（原名六十家小說）》。

## 家族
祖父洪鍾，太子太保、刑部尚書；父洪澄。